# Fuso orario di Vladivostok
| Verde scuro | Fuso orario di Kaliningrad (UTC+2).    |
| Rosso       | Fuso orario di Mosca (UTC+3).          |
| Celeste     | Fuso orario di Samara (UTC+4).         |
| Giallo      | Fuso orario di Ekaterinburg (UTC+5).   |
| Ciano       | Fuso orario di Omsk (UTC+6).           |
| Pistacchio  | Fuso orario di Krasnojarsk (UTC+7).    |
| Viola       | Fuso orario di Irkutsk (UTC+8).        |
| Blu         | Fuso orario di Jakutsk (UTC+9).        |
| Verde       | Fuso orario di Vladivostok (UTC+10).   |
| Albicocca   | Fuso orario di Srednekolymsk (UTC+11). |
| Rosso scuro | Fuso orario della Kamčatka (UTC+12).   |

Il fuso orario di Vladivostok (in russo владивостокское время?, vladivostokskoe vremja, in inglese Vladivostok Time, sigla VLAT) è il nono degli undici fusi orari in cui è ripartito il territorio della Federazione Russa dal 26 ottobre 2014, per effetto della legge federale del 3 giugno 2011 n. 107-F3 "Sul calcolo del tempo", così come modificata in data 21 luglio 2014.
Tale fuso orario corrisponde allo standard internazionale UTC+10 e si colloca sette ore in anticipo rispetto al fuso orario di Mosca (MSK+7). Prende nome dalla città di Vladivostok e costituisce l'orario ufficiale del Territorio del Litorale, del Territorio di Chabarovsk, dell'Oblast' autonoma ebraica e delle parti centro-settentrionale e centro-orientale della Sacha-Jacuzia.
Come tutti i fusi orari della Federazione Russa, il fuso di Vladivostok non prevede il passaggio all'ora legale.

## Territori compresi nel fuso orario di Vladivostok
- Circondario federale dell'Estremo Oriente:
  -  Territorio di Chabarovsk
  -  Territorio del Litorale
  -  Sacha-Jacuzia:
    - Ojmjakonskij ulus
    - Ust'-Janskij ulus
    - Verchojanskij ulus

  -  Oblast' autonoma ebraica